# Anaxyrus retiformis
Anaxyrus retiformis је водоземац из реда жаба (Anura) и фамилије Bufonidae. 

## Угроженост
Ова врста је наведена као последња брига, јер има широко распрострањење и честа је врста.

## Распрострањење
Присутна је у следећим државама: Мексико и Сједињене Америчке Државе.

## Станиште
Станишта врсте су травна вегетација, екосистеми ниских трава и шумски екосистеми, слатководна подручја и пустиње. 